# 태녕 (북제)
태녕(太寧, 561년 11월 ~ 562년 4월)은 북제(北齊) 무성제(武成帝) 고담(高湛)의 첫번째 연호이다. 6개월 동안 사용하였다. 일설에는 태녕(泰寧) 또는 대녕(大寧)이라 칭하기도 하였다.

## 개원
- 황건(皇建) 2년 11월 11일[1](561년 12월 3일)에 연호를 태녕(太寧)으로 개원함.[2][3][4][5]

- 태녕(太寧) 2년 4월 6일[6](562년 5월 24일)에 연호를 하청(河淸)으로 개원함.[2][3][4][5]

## 연대 대조표
| 태녕        | 원년            | 2년                 |
| 서기        | 561년           | 562년               |
| 간지        | 신사(辛巳)      | 임오(壬午)          |
| 남진 (南陳) | 천가(天嘉) 2년  | 3년                 |
| 북주 (北周) | 보정(保定) 원년 | 2년                 |
| 후량 (後梁) | 대정(大定) 7년  | 8년 천보(天保) 원년 |

## 동시대 연호

### 한국
신라(新羅)
- 개국(開國) (551년 ~ 568년)

### 중국
남진(南陳)
- 천가(天嘉) (560년 ~ 566년)

북주(北周)
- 보정(保定) (561년 ~ 566년)

후량(後梁)
- 대정(大定) (555년 ~ 562년)
- 천보(天保) (562년 ~ 585년)

고창국(高昌國)
- 연창(延昌) (561년 ~ 601년)

## 같이 보기
- 다른 왕조의 같은 연호
  - 동진(東晉) 태녕(太寧, 323년 ~ 326년)
  - 후조(後趙) 태녕(太寧, 349년)
  - 리 왕조(李朝) 타이닌(太寧, 1072년 ~ 1076년)

- 중국의 연호 목록